# بخش پرد
بخش پرد (به فرانسوی: Arrondissement de Prades) یک بخش در فرانسه است که در پیرنه-اورینتال واقع شده‌است.